# HMS Irresistible (1898)
O HMS Irresistible foi um couraçado pré-dreadnought operado pela Marinha Real Britânica e a segunda embarcação da Classe Formidable, depois do HMS Formidable e seguido pelo HMS Implacable. Sua construção começou em abril de 1898 no Estaleiro Real de Chatham e foi lançado ao mar em dezembro do mesmo ano, sendo comissionado em fevereiro de 1902. Era armado com uma bateria principal de quatro canhões de 305 milímetros em duas torres de artilharia duplas, tinha um deslocamento de dezesseis mil toneladas e alcançava uma velocidade máxima de dezoito nós.
O Irresistible começou sua carreira servindo no Mar Mediterrâneo, sendo transferido em 1908 para o Canal da Mancha e depois em 1911 para a Frota Doméstica. A Primeira Guerra Mundial começou em 1914 e sua primeira ação foi bombardear forças alemãs no norte da França. Foi enviado em fevereiro do ano seguinte para a Campanha de Galípoli, realizando pelo mês seguinte várias surtidas para atacar fortificações otomanas protegendo Dardanelos. O navio bateu em uma mina em 18 de março, causando enormes inundações que acabaram levando ao seu naufrágio.